# فيرغو

فيرغو هو أحد شخصيات انمي ومانغا ون بيس، وقد كان نائب أدميرال القوات البحرية سابقا بمهمة سرية من قبل رئيسه دونكيهوت دوفلامنجو، ولكنه قُتل على يد ترافلجار لاو، وهو شخصية قوية.

## مظهره
فيرغو رجل طويل القامة ذو بشرة بيضاء لديه شعر أسود قصير وقصة شعر من نوع ديرتي وزوالف سوداء، ويرتدي نظارات شمسية بأطارات صفراء فاتحه، ويرتدي أيضاً بدله داخليه لونها أزرق فاتح، ولديه ربطة عنق لونها كحلي ويرتدي معطف طويل يصل إلى ركبتيه لونه أبيض ويلبس سروال طويل أبيض اللون، أما في الماضي عندما كان أصغر سناً كان له نفس مميزاته ولكن كان يرتدي قبعة مشاة البحرية وكان يفتقر لـ قصة الديرتي

وخلال فترة توليه منصب نائب الأدميرال كان يرتدي معطف نائب الأدميرال على لباسه الحالي.

## شخصيته
فيرغو أثبت أنه رجل داهية ويحب أن يسخر من الآخرين كما فعل مع لاو، وتبين بأنه يجب على أي شخص أن يناديه بـ فيرغو سان كما حدث مع لاو، فيرغو ذكي جداً حتى أنه استطاع معرفة أن لاو وسموكر ولوفي أستطاعوا الهروب من القفص، طعامه المفضل هو الهامبرجر
وهو أيضا كثيراً النسيان حيث أنه عندما أراد الذهاب لقتل لاو وسموكر كان يبحث عن سيفه فقالت له مونيت أنت لست بسياف، وهو يكره أيان كان أن يسخر من دوفلامينغو وهو أيضاً رجل قوي وذو بنية جسدية قويه ولايعرف شئ عن الرحمة.

## علاقاته

### دونكيهوت دوفلامنجو
هو كابتن قراصنة دونكيهوت وأحد أعضاء الشيشيبوكاي وأحد التنانين السماوية سابقا، وهو رئيس فيرغو وقد طلب منه قبل 15 سنة أن ينضم إلى البحرية لكي يتجسس.

### ترافلجار لاو
ذكر دوفلامينغو أنه قد حدث شيء بين لاو وفيرغو في الماضي عندما أغضب لاو فيرغو كان الأمر مأسويا حتى أن لاو لا يمكنه نسيانه، اتضح لاحقًا في أرك دريسروزا ان فيرغو ضرب لاو وكورازون وذلك بعد ان ذهب لاو بالصدفة وطلب منه المساعدة لعلاج كورازون الذي تعرض لضربات الرصاص، سرعان ما رأى فيرغو كورازون حتى تعرف عليه وقام بالإبلاغ عن خيانته وحقيقة كونه من البحرية وسرقته لفاكهة أوبي أوبي نومي بغرض علاج لاو.

### زيفر
لا يعرف شيء عن هذا الماضي سوى أنه كان أحدالمتدربين على يد القبضة السوداء زيفر.

### سموكر وتاشيجي
عندما نقلوا تاشيجي وسموكر إلى قاعدة الـ G-5 كان فيرغو يرحب بهم ويحدثهم عن جنود الـ G-5 , بعد انضمام تاشيجي وسموكر تحاول تاشيجي البحث عن فيرغو فيخبرها أحد جنود بأن فيرغو قد ذهب إلى المنزل لأن أخته الصغيرة مريضة، بعد كم يوم تأتي تاشيجي لتسئل فيرغو عن قضية اختطاف الأطفال حيث أخبرها بأنه كلف بعض الجنود بأن يبحثوا في الأمر لكن تبين أنه حادث في البحر كما توقعت، لذا فقد كان تقريراً خاطئاً فترد تاشيجي تقريراً خاطئاً؟ فيرد فيرغو ويقول من الصعب على أي والد تقبل موت ولده، لذا فهم يحاولون التفكير بأن أبنائهم أختطفوا حتى يبقوا أملهم حياً فترد تاشيجي هل ذلك هو الأمر؟ فيقول فيرغو أجل، هذا هو الأمر، وسموكر يكره فيرغو كرها شديدا لدجة انه كان يردي قتله.

## قوته وقدراته
فيرغو قوي جداً وقد أتقن بعض تقنيات الروكوشيكي، كما تبين لنا أنه لديه أيضا مستوى عالي من القدرة الجسدية على التحمل والمرونة، عند قتاله مع سانجي وسموكر رأينا مرونة جسده عندما حاول سموكر ضرب فيرغو بالعصا، وقد رأينا أيضا تحمله عندما أستخدم لاو الصدمة الكهربائية حتى أنها لم تنفع ضده، ويمتلك أيضاً قوة بدنية رأيناها مع سانجي بضربة واحدة من رجله استطاع كسر عظم في رجل سانجي
وأيضا لديه سرعة وقد رأيناه عندما أستخدم لاو الغرفة لـ إرجاع قلبه فظهر فيرغو أمام لاو مباشرة وركله بسرعة، ولديه هاكي التصلب قوي جداً وهو يتقنه ببارعه حيث يمكنه جعل كل جسده مشبع بالهاكي، ويستخدم أيضا في قتاله عصا خيزران يشبعها بالهاكي لتصبح أقوى من الحديد بكثير ويهاجم خصومه بها.

### تقنياته
شيغان  يستطيع فيرغو ثقب جميع خصومه بإصبعه وقد أستخدم هذه التقنية ضد جنود الـ G-5 كالتي كان يستخدمها اضعاء منظمة السي بي 9
جيبو يستطيع فيرغو الطيران عن طريق دفع جسمه وركل الهواء بسرعة فائقة وقد أستخدمها عند انسحابه من معركته ضد سانجي لـيلحق بـ لاو مثل السي بي 9 أيضا

تيكاي يستطيع فيرغو جعل جسده صلبا كالحديد وقد أستخدمها ضد سانجي عندما قال سانجي بأن جسده صلب، ولكنه ليس بقوة تيكاي جابورا عضو CP9

## قصة موته
أتى فيرغو إلى جزيرة بانك هازارد ليطمئن على الأمور لأنه لا يثق بسيزار، كان فيرغو في دولة دريسروزا وقد ركب ناقلة" S.A.D" التي كانت مغادرة إلى جزيرة بانك هازارد، وعندما أتى قابل لاو بعد ذلك قام بهزيمته وسجنه في القفص ولكن أنتهى به المطاف مهزوم من لاو متقطع إلى أجزاء عديده
وقبل أن يقطع لاو وجهه إلى نصفين قال أخر كلماته«أنت لاتعرف شئ عن ماضي الجوكر وهذا سيقودك إلى حتفك»
بعدها قطع لاو وجه فيرغو وقال له لاتقلق علي إقلق على نفسك وهكذا تنتهي قصة فيرغو وقد مات فيرغو على يد لاو ولن يظهر مرة أخرى.

## معاركه
- فيرغو ضد ترافلجار لاو

النتيجة: فوز فيرغو بسهولة
- فيرغو ضد سانجي

النتيجة: انسحاب فيرغو ليلحق لاو
- فيرغو ضد لاو

النتيجة: فوز فيرغو
- فيرغو ضد فوات القاعدة جي 5 وتاشيجي

النتيجة: فوز فيرغو بسهولة
- فيرغو ضد سموكر

النتيجة: فوز فيرغو بصعوبة
- فيرغو ضد لاو

النتيجة: فوز لاو بسهولة وموت فيرغو

## هوامش
أسم فيرغو السابق «كوروزان» كلمة إسبانية تعني «القلب» وهذا يدل على أنه قلب قراصنة دونكيهوت ونائب دوفلامنجو

فيرغو هو الوحيد من قادة قراصنة دونكيهوت الذي لم يأكل من فاكهة الشيطان

فيرغو حصل على المرتبة 59 لأكثر شخصية شعبية في ون بيس في الاستطلاع الخامس